# Standard (varumärke)

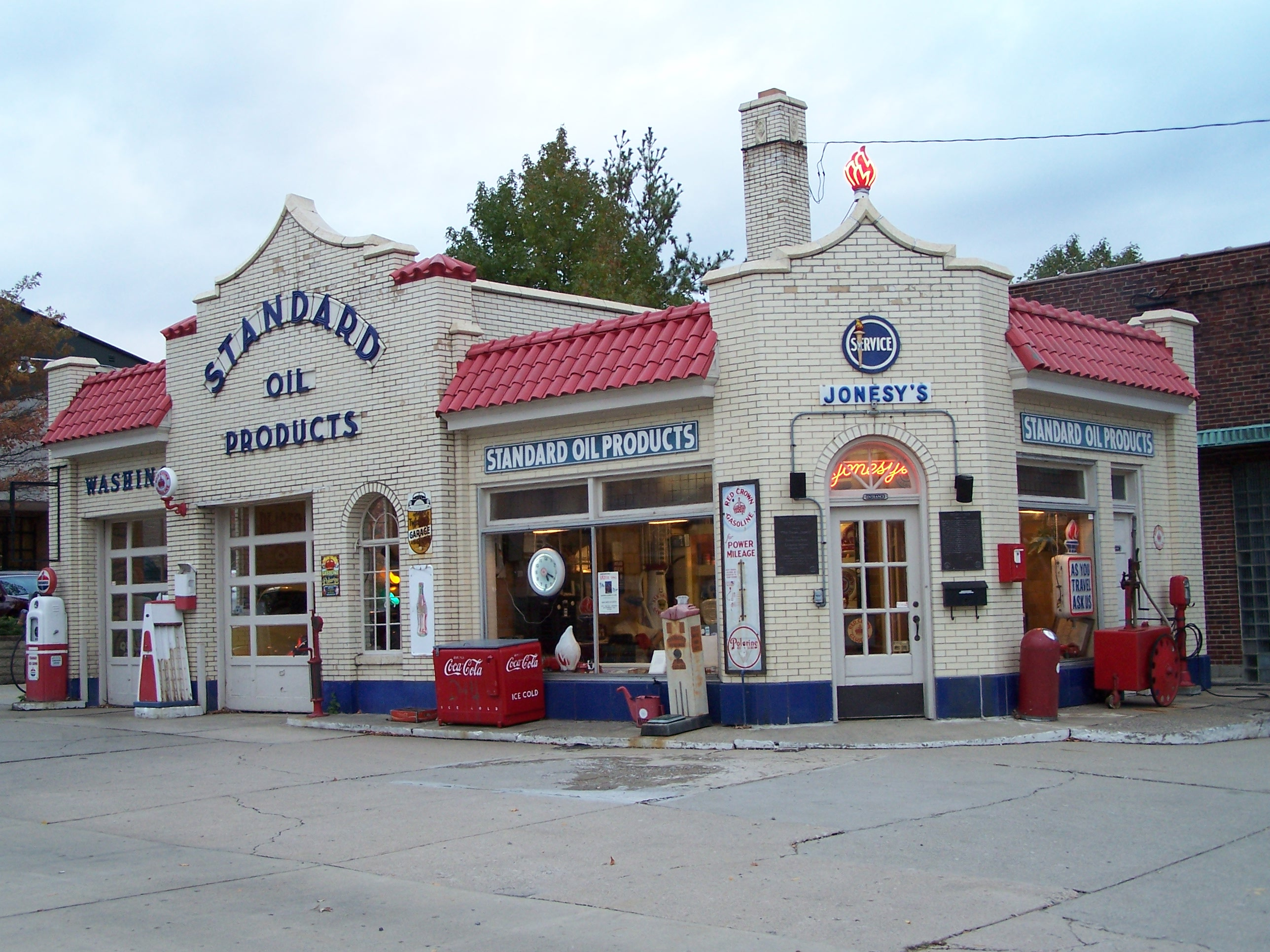
Standard Oil-bensinstation i Lafayette i Indiana i USA

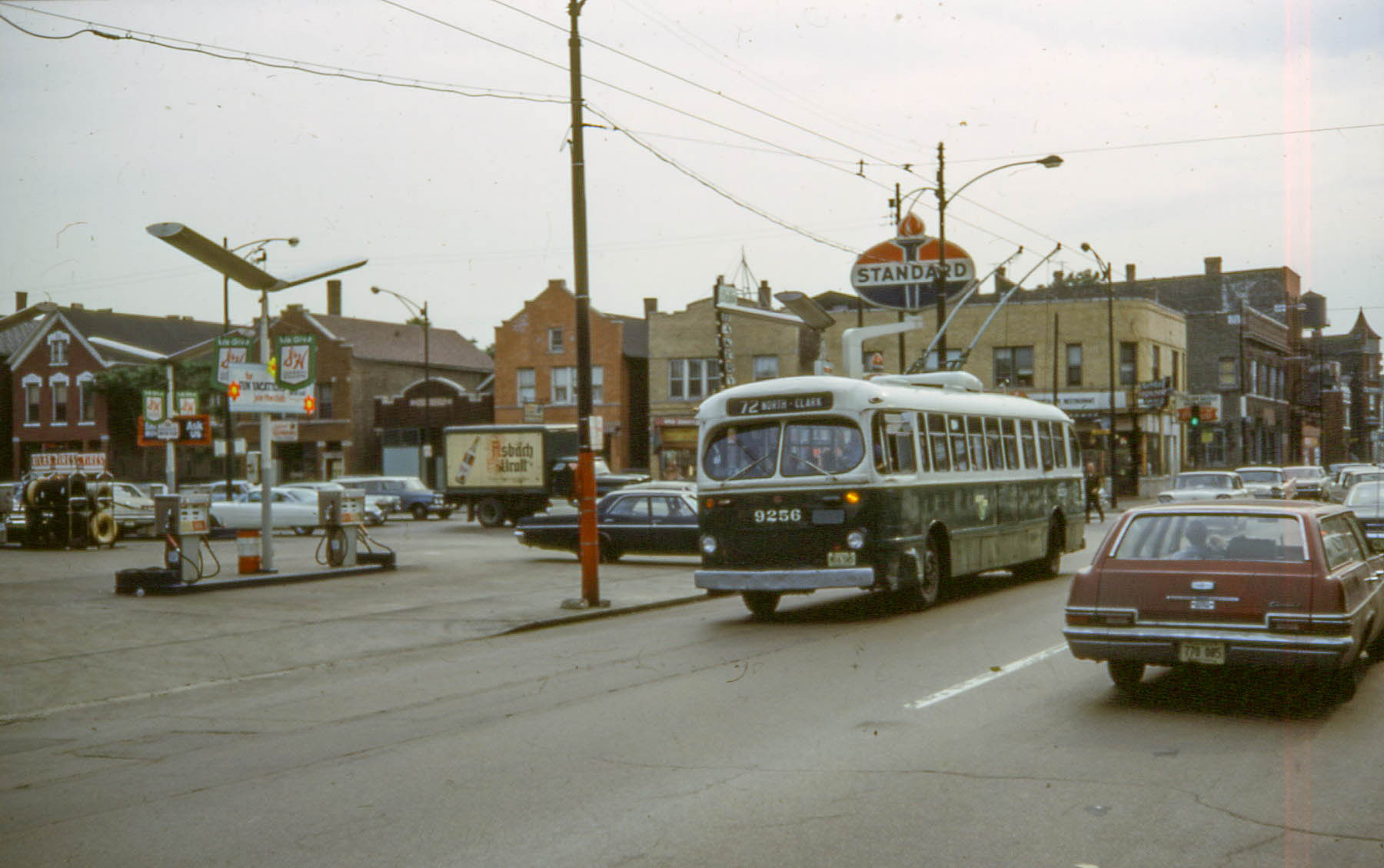
Standard-bensinstation i Chicago, 1967

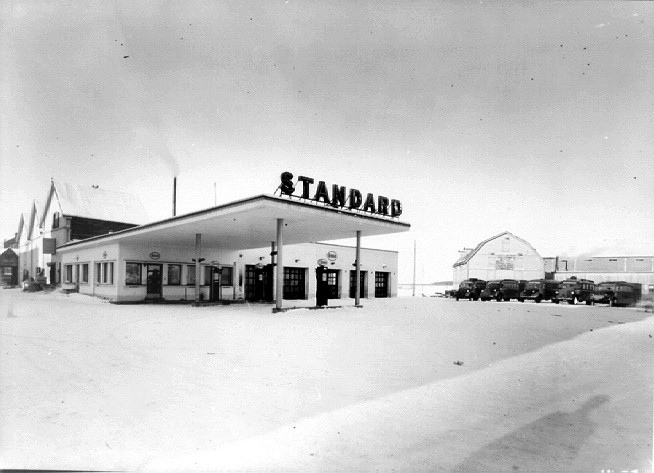
Standard-bensinstation i Uleåborg i Finland, 1949

Standard var ett varumärke för oljeprodukter, som i olika sammanhang har använts, och i någon mån fortfarande används, av amerikanska Standard Oil Corporation och av de oljeföretag som Standard Oil delats upp i.
Efter beslutet 1911 i USA:s högsta domstol om uppbrytning av monopolföretaget Standard Oil Corporation i 34 bolag, huvudsakligen efter geografiska områden, fick elva av de nya bolagen rätt att använda varumärket Standard i respektive delstater. Två, Conoco  och Atlantic, valde att inte använda sig Standard. Så småningom valde flertalet av företagen att använda egna varumärken. Det sista företaget som i större skala använde Standard var Amoco, som tillät sina återförsäljare i Mellanvästern att välja mellan Amoco och Standard.
Idag har tre oljebolag rätten till varumärket i USA, nämligen ExxonMobil och Chevron Corporation samt BP, som fick sin rätt genom att köpa Standard Oil of Ohio och Amoco. BP har också fortfarande ett fåtal (tidigare Amoco-) bensinstationer i Mellanvästern som skyltar med Standard. 
I Sverige ersatte Standard varumärket Pratts för Standard Oils olika svenska dotterbolag från ungefär 1925. Från 1939, fem år efter konsolideringen av dotterbolagen i Svenska Esso AB, ersattes det av varumärket Esso.
I Tyskland ersatte varumärket Standard varumärkena Dapol och Dapolin för Standard Oil of New Jerseys tyska dotterbolag 1931. Det användes fram till 1937, då varumärket Esso introducerades.
Standard Oil of New Jersey introducerade på 1930-talet varumärket Esso, bildat på uttalet av initialerna i Standard Oil, vilket framför allt på marknader utanför USA kom att ersätta Standard. I USA ledde varumärket till tvister med andra tidigare Standard Oil-företag.